# 裂颖茅
裂颖茅（学名：Diplacrum caricinum）为莎草科裂颖茅属下的一个种。